# Bartola
Adriana Esther Dávila Cossío (Lima, 8 de junio de 1955), conocida por su nombre artístico Bartola, es una cantante peruana. Es una de las voces representativas de la música criolla desde finales del siglo XX.

## Biografía
Esther Dávila nació en un barrio ubicado en la avenida Surco, en el distrito de Barranco. Es hija de Víctor Alejo Fernández Dávila Lazo y María Luz Cossío Rivera, la quinta de nueve hermanos.
Se inició en la música en caravanas culturales locales. A los 15 años ganó un concurso musical a nivel nacional sin recibir clases de canto pero contó la ayuda de su madrina Martha Chávez. Tras participar en programas de música criolla, incluyendo el famoso Danzas y canciones, conoció al productor Augusto Polo Campos, quien la bautizó como «Bartola» en honor a la cantante Bartola Sancho Dávila conocida como «la reina de la marinera» que se asemejó al estilo del vals peruano. Dicho seudónimo no fue bien recibido por ella misma, por lo que en sus primeros años adoptó su nombre artístico como La estrellita del Sur. A los 17 realizó su primer LP a cargo del productor Rafael Amaranto.
En 1981 gana el Festival de Sullana con la interpretación «Hay que salvar la vida» de Manuel Acosta Ojeda.
En 2003, empezó a interpretar temas de salsa como «Callejón» e «Isadora Duncan».
En el 2004, tras su gira por Cuba, participó y fue ganadora del Festival del Bolero organizado por la Asociación de Músicos de la Unión de Escritores y Artistas de Cuba (UNEAC). Siendo la primera extranjera en ganar dicho festival.
En 2007 fue designada Reina del Festival de San Pedro, cuyo evento musical se realizó en el Día del Pescador en el distrito de La Perla, Callao.
Desde 2010 conduce su programa musical Una y mil voces en TVPerú con la coconducción de Marco Romero, en reemplazo de Corazón Peruano, de la misma temática. Por petición de la presidenta de IRTP María Luisa Málaga, el programa único en su tipo a nivel nacional promovió el talento nacional de nuevas generaciones, para 2020, consiguieron a 200 jóvenes cantar en la pantalla chica en estilos de música criolla.
Desde el año 2011 hasta el 31 de octubre del 2016 condujo el programa radial Arriba Perú junto a Juan Carlos "Flaco" Benites para Radio La Innolvidable posicionándose como líder en su horario. 
En 2019 realizó su primer concierto en el Gran Teatro Nacional del Perú. En 2021 vuelve a interpretar en el teatro centrado en versionar a Eloísa Angulo, Chabuca Granda, Augusto Polo Campos, Felipe Pinglo Alva, entre otros.
En 2020, con el objetivo de promover el turismo en el Perú, se lanza una nueva versión de «Cuando pienses en volver» de Pedro Suárez-Vértiz, donde fue partícipe junto a Lucho Quequezana, Ezio Oliva, Daniela Darcourt, Guillermo Bussinger, Sonia Morales, Christian Yaipén y Renata Flores bajo la producción y música de Tony Succar.
En 2022 presentó su nuevo álbum discográfico titulado Desde el alma, en coproducción con Tony Succar, 2 veces ganador del Latin Grammy. Este material reúne 13 temas donde transmite todas sus emociones acompañada de excelentes músicos tales como Kike Purizaga, Pepe Torres, Judith Acevedo, entre otros. Resaltar que este álbum participó del Latín Grammy 2022 llegando a quedar pre-nomidada dentro de los 20 mejores discos de la categoría "Mejor Álbum Folklórico".
En 2024, volvió a colaborar con Tony Succar en un concierto desde el Gran Teatro Nacional.

## Estilos musicales
Si bien el estilo distintivo es el vals peruano, adoptó estilos de la música rock, blues, los boleros y, por invitación de la embajada de Argentina, el tango. Tomó influencias extranjeras de Miguel Ríos y Enrique Guzmán. En 2017 participó junto a Otter el tema Tu voz, con estilos fusión del dance.

## Discografía
- Bartola (LP, 1974)[4]
- Color Noche (2002)
- Bartola en color noche (Teatro Segura, 2003)[25]
- Mi vida, el arte... Soy yo (2003)
- Cantando por segunda vez (Teatro Segura 2004)
- Dos noches, un solo sentimiento (Teatro Segura 2005)
- Solo es mi voz (2006)
- Llévame contigo (2013)[1]
- Desde el Alma (2022)[1]

## Premios y nominaciones
| Año  | Premiación                                         | Categoría                                                 | Resultado   | Ref.   |
| ---- | -------------------------------------------------- | --------------------------------------------------------- | ----------- | ------ |
| 2007 | Premios Apdayc                                     | Mejor intérprete femenino de música criolla               | Ganadora    | [ 26 ] |
| 2015 | Medalla Inca Garcilaso de la Vega                  | Homenaje por sus más de 40 años de trayectoria artística. | Galardonada | [ 27 ] |
| 2023 | Personalidad Meritoria de la Cultura               | Ministerio de Cultura                                     | Galardonada |        |
| 2024 | Medalla Orden del Sol Sanmarquino del Bicentenario | Universidad Nacional Mayor de San Marcos                  | Galardonada |        |